# Friona lineatipes
Friona lineatipes là một loài tò vò trong họ Ichneumonidae.